# Hesychius van Alexandrië
Hesychius van Alexandrië (Oudgrieks Ἡσύχιος ὁ Ἀλεξανδρεύς) was de schrijver van een belangrijk Grieks lexicon. Hij leefde waarschijnlijk aan het eind van de 6e eeuw n.Chr.

## Het lexicon
Dit lexicon heeft hij waarschijnlijk samengesteld door compilatie van het werk van vroegere lexicografen. Het is het uitgebreidste lexicon van ongebruikelijke en obscure Griekse woorden dat ons is overgeleverd (in een 15e-eeuws manuscript). Het werk is door hem betiteld als Alfabetische collectie van alle woorden (Oudgrieks: Συναγωγὴ Πασῶν Λεξέων κατὰ Στοιχεῖον). Het is een zeer uitgebreid werk met een uitgebreide lijst van woorden, vormen en zinnen met een betekenisuitleg en ook vaak een verwijzing naar een auteur of Grieks gebied waar dit woord veelvuldig voorkomt. Het boek is zeer belangrijk voor de studie van de Oudgriekse dialecten, de restauratie van klassieke teksten en in het bijzonder bij schrijvers als Aeschylus en Theocritus die vaak ongebruikelijke woorden gebruiken. Het belang is zelfs buiten het gebied van de Griekse filologie groot te noemen. Het is belangrijk voor het bestuderen van verloren oude talen, zoals het Frygisch, Thracisch en Oudmacedonisch en bij de reconstructie van  het Indo-Europees. Veel woorden uit het lexicon zijn in geen enkele overgeleverde Griekse tekst terug te vinden. Hesychius geeft ons ook informatie over de religie en het sociale leven in de oudheid.

## Referentie
- Fortson IV, B.W., Indo-European Language and Culture: An Introduction (Chichester, 20102), 461, 463, 464.
- art. Hesychius, in J.G. Schlimmer - Z.C. De Boer, Woordenboek der Grieksche en Romeinsche Oudheid, Haarlem, 19203, p. 315.

- Bibsys: 95003167
- Biblioteca Nacional de España: XX1664873
- Bibliothèque nationale de France: cb105694089 (data)
- CiNii: DA08323998
- Gemeinsame Normdatei: 11877431X
- International Standard Name Identifier: 0000 0001 0813 8109
- Library of Congress Control Number: n91031863
- Nationale bibliotheek van Australië: 35693154
- Nationale Bibliotheek van Israël: 987007332740605171
- Nationale en Universitaire bibliotheek Zagreb: 000094838
- Nederlandse Thesaurus van Auteursnamen: 07214419X
- Réseau des bibliothèques de Suisse occidentale: 02-A012326110
- Istituto Centrale per il Catalogo Unico: BVEV049313
- LIBRIS: 309752
- Système universitaire de documentation: 066870496
- Trove: 1045283
- Union List of Artist Names: 500056046
- Virtual International Authority File: 21314508